# Serafina Moritz
Serafina Moritz (în maghiară Móritz Szerafina; n. 1 iunie 1950, Parța, Timiș, Republica Populară Română, România) este o fostă sportivă română specializată în aruncarea suliței.
A obținut medalia de aur la Campionatul European de Atletism pentru juniori din 1968.
Este mama atletului japonez Kōji Murofushi, campion olimpic la aruncarea ciocanului.

## Realizări sportive
| An   | Competiție sportivă                             | Loc     | Poziție | Rezultat (m) |
| ---- | ----------------------------------------------- | ------- | ------- | ------------ |
| 1968 | Campionatul European de Atletism pentru juniori | Leipzig | locul 1 | 51,10        |